# Caragol gegant africà
El caragol gegant africà (Achatina fulica) és una espècie de gastròpode eupulmonat terrestre de la família dels acatínids.
Prospera en molts tipus d'hàbitats en zones amb climes temperats, on s'alimenta amb voracitat i actua de vector patogen de plantes, provocant greus danys als cultius agrícoles i les plantes natives; competeix amb els caragols nadius, és una plaga molesta a les àrees urbanes, i encomana malalties als éssers humans. Està inclòs a la llista de les 100 espècies exòtiques invasores més nocives del món de la Unió Internacional per a la Conservació de la Naturalesa.

## Subespècies
- Achatina fulica hamillei (Petit, 1859)[3]
- Achatina fulica rodatzi (Dunker, 1852)
- Achatina fulica sinistrosa (Grateloup, 1840)
- Achatina fulica umbilicata (Nevill, 1879)

## Distribució
Es tracta d'una espècie nativa de l'Àfrica oriental, encara que està àmpliament introduïda en altres parts d'arreu del món a través del comerç de mascotes, com a font alimentària o per introducció accidental.
Aquesta espècie es troba dins la Xina des de 1931 (mapa de distribució del 2007 Arxivat 2012-09-06 at Archive.is), on va introduir-se per primer cop a Xiamen. També s'ha establert a les illes Pratas, de Taiwan, arreu de l'Índia, al Pacífic, les illes oceàniques de l'Indic, i les Índies orientals. Als Estats Units, s'ha establert a Hawaii i s'està intentant erradicar de Florida.
Recentment se l'ha vist a Bhutan (Gyelposhing, Mongar), on es tracta d'una espècie invasora. Allà ha començat a atacar els camps de cultius i els jardins de flors.
Ha arrelat una petita població a Dhanbad i a Bangalore, dins els campus universitaris. Els caragols van ser importats com a part d'uns estudis de cristal·lografia i RMN de les conotoxines. En un acte de compassió malentesa, els caragols van ser alliberats després dels experiments, i han colonitzat vastes extensions boscoses de terreny dels campus. La seva fugida cap a les ciutats properes podria ser catastròfica pels ecosistemes locals.

## Descripció
El caragol adult fa uns 7 cm d'alçada i uns 20 cm o més de llargada.
La closca té forma cònica, sent el doble d'alta que d'ample. La coloració de la seva closca és molt variable, fet que depèn de la seva dieta. Generalment, el marró és el color predominant i presenta bandes.

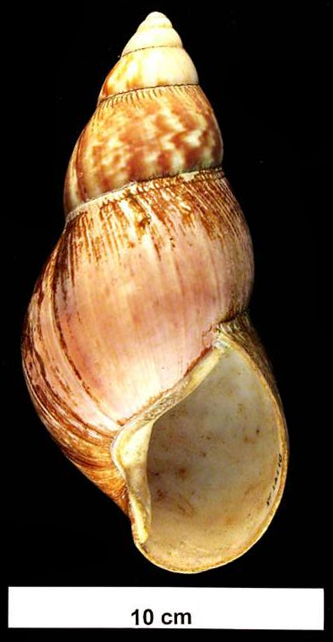
Vista de l'obertura de la closca
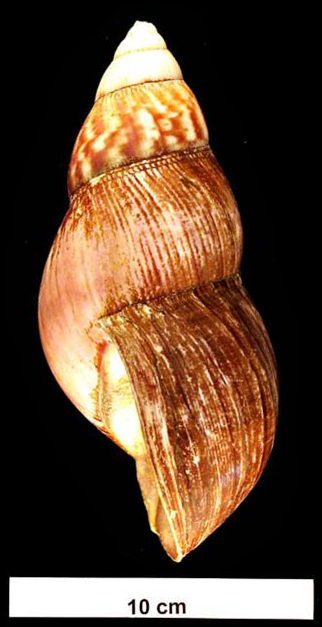
Vista lateral de la closca
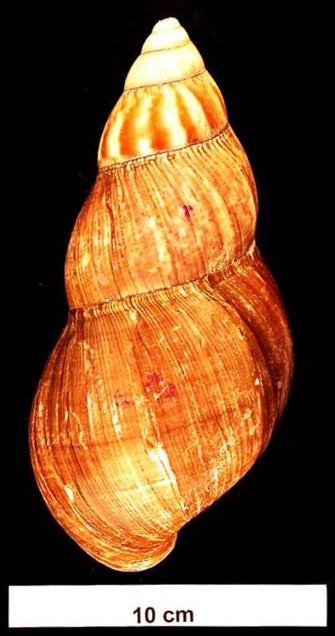
Vista oposada a l'obertura de la closca

## Ecologia

### Hàbitat
El caragol gegant africà és natiu de l'Àfrica Oriental, on viu des de Kenya fins a Tanzània. Es tracta d'una espècie molt invasora que pot formar colònies a partir d'un sol individu. En molts llocs és il·legal alliberar-lo a la natura. No obstant això, s'ha establert en alguns climes temperats i actualment el seu hàbitat inclou moltes de les regions humides del tròpic, incloses moltes illes del Pacífic, el sud i l'est d'Àsia, i el Carib. Actualment viu en zones agrícoles, costaneres, boscos naturals, boscos replantats, riberes, matollars, àrees urbanes i terres humides.

### Dieta
El caragol gegant africà és un herbívor macropitòfag que s'alimenta d'una àmplia varietat de material vegetal. De vegades menja sorra, pedretes molt petites, ossos de cadàvers i, fins i tot, fonts molts específiques de calci per la seva closca. En circumstàncies molt rares esdevé caníbal.
En captivitat, aquesta espècie pot consumir cereals com el pa, galetes digestives i carn de pollastres. Pot ser suplementat amb calci perquè desenvolupi la closca. Necessita aproximadament un 18,28% de proteïnes en la seva dieta per a un creixement òptim.

### Reproducció
Aquesta espècie és hermafrodita, per tant té testicles i ovaris i és capaç de produir esperma i òvuls. Els casos d'auto-fertilització són estranys, produint-se només en petites poblacions. Tot i que les dues parts d'una parella pot transferir gàmetes simultàniament a l'altre (aparellament bilateral), depèn de la mida de cadascun. Els individus de mida similar es reprodueixen d'aquesta manera, mentre que dos individus de mida diferent s'aparellen unilateralment (en una direcció), sent l'individu més gros el que actua com a femella. Això és degut a la inversió de recursos associada als diferents gèneres.
Igual que altres caragols terrestres, aquests tenen un comportament d'aparellament intrigant, que inclou acariciar-se els caps i parts frontals uns contra els altres. El corteig pot durar fins a mitja hora, i la transferència real dels gàmetes pot durar dues hores. Els espermatozoides transferits poden ser emmagatzemats al cos durant un màxim de dos anys. La mitjana d'ous que es desclouen es troba al voltant dels 200, fet que representa un 90% dels ous fertilitzats. Un cargol pot posar 5 o 6 niuades per any.
La mida d'adult s'assoleix aproximadament als sis mesos, després dels quals s'alenteix el creixement encara que mai s'atura. L'esperança de vida en captivitat és generalment de 5 o 6 anys, encara que poden viure fins a 10 anys. Són animals nocturns que passen el dia enterrats.
|  |  |  |

El caragol gegant africà és capaç d'estivar fins a tres anys en temps d'extrema sequera, amagant-se dins la closca i segellant-la amb unes secrecions d'un compost de calci que s'asseca en contacte amb l'aire. Aquesta és impermeable i permet que el caragol no perdi aigua.

### Paràsits
- Aelurostrongylus abstrusus[10]
- Angiostrongylus cantonensis - causa Meningoencefalitis angiostrongilòtica[10]
- Angiostrongylus costaricensis - causa Angiostrongiliasis abdominal[10]
- Schistosoma mansoni - causa Esquistosomosi, detectada a les deposicions[11][12]
- Trichuris spp. - detectada a les deposicions[11][12]
- Hymenolepis spp. - detectada a les deposicions[11][12]
- Strongyloides spp. - detectada a les deposicions i les secrecions mucoses[11][12]

## Espècie invasora
En molts llocs és considerat un plaga per l'agricultura i les llars amb la capacitat de transmetre patògens humans i vegetals. En aquest sentit s'han suggerit mesures com la quarantena estricta per evitar la introducció i posterior propagació, fet al qual s'ha donat molta importància als Estats Units. En el passat, les autoritats han estat capaces d'interceptar i erradicar possibles invasions en territori dels Estats Units
A la natura, aquesta espècie sovint és portadora del paràsit Angiostrongylus cantonensis, el qual pot causar una meningitis molt greu en humans. Els casos de meningitis en humans són generalment el resultar d'ingerir caragols crus o poc cuinats, encara que manipular manualment individus salvatges d'aquesta espècie pot infectar una persona i provocar-li una infecció que posi en perill la seva vida.
En algunes regions s'ha fet un esforç per promoure l'ús del caragol gegant africà com a font d'aliment per a reduir la seva població. No obstant això, la mesura és controvertida, ja que pot encoratjar una major propagació dels caragols.
Un intent particularment catastròfic de controlar biològicament aquesta espècie va tenir lloc a les illes del sud del Pacífic, on es van introduir colònies com a reserva alimentària de l'exèrcit americà durant la segona guerra mundial i van fugir. Posteriorment el govern americà va introduir una espècie carnívora (Florida rosy wolfsnail, Euglandina rosea), tot i que en el seu lloc va depredar intensament l'espècie nativa (Partula), provocant-ne la desaparició de la majoria d'individus durant una dècada.

## Ús humà
A Brasil, alguns practicants de Candomblé ofereixen aquesta espècie a la deïtat Oxalá. És comestible si es cuina adecuadament.

## Galeria

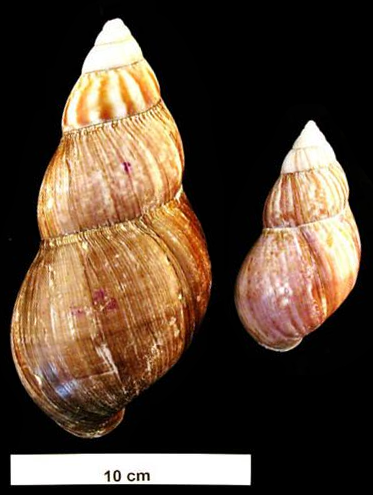
Variació de mida de la closca dels adults
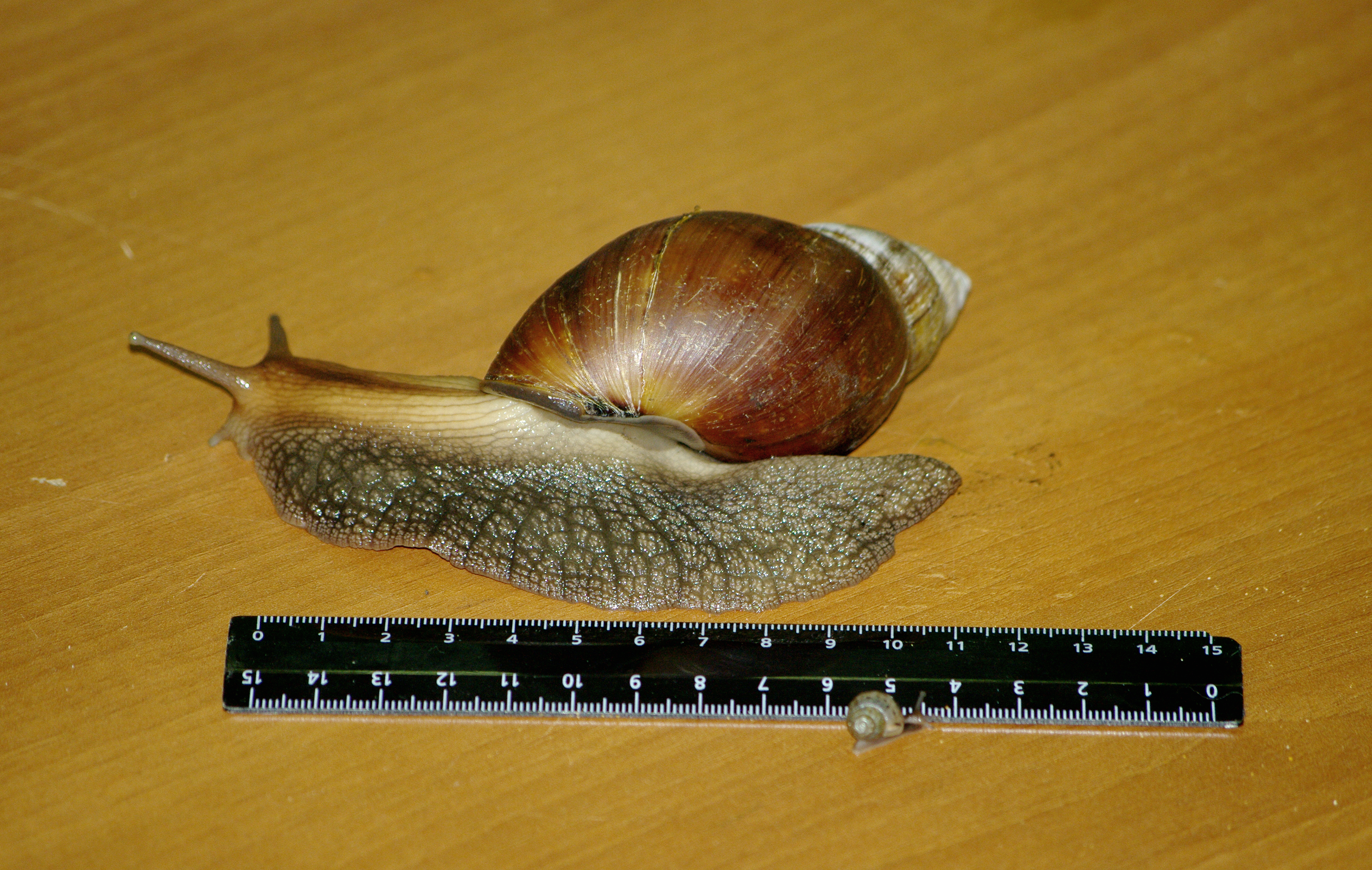
Adult i jove
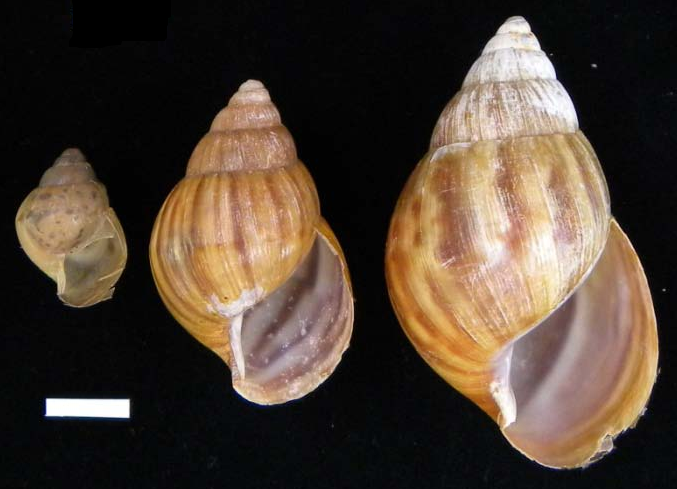
Tres closques
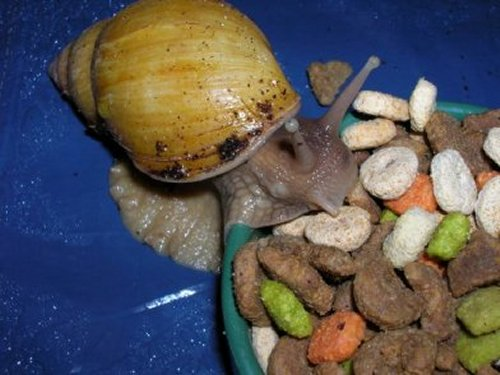
Menjant menjar per gats
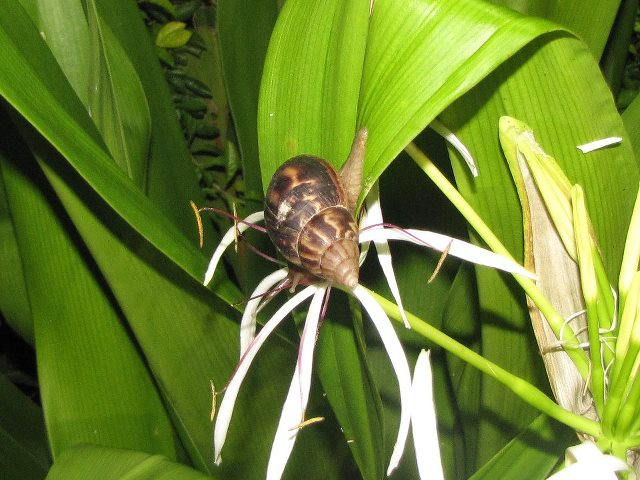
Menjant una fulla